# Lindbergh-Diplom
Das Lindbergh-Diplom (auch The Charles Lindbergh General Aviation Diploma) wurde erstmals 1983 von der Fédération Aéronautique Internationale (FAI) verliehen.
Es ehrt Personen oder Organisationen, welche sich über mehr als zehn Jahre im Bereich der General Aviation verdient gemacht haben. 
Im Speziellen werden folgende Teilgebiete der Allgemeinen Luftfahrt berücksichtigt:
- Sportfliegerei
- Lufttransport
- Mitarbeit in Internationalen Organisationen
- Technische Neuerungen
- Erforschung und Entwicklung neuer Konzepte und Ausrüstungen zur Verbesserung der Effizienz und der Flugsicherheit